# Peplometus
Peplometus is een geslacht van spinnen uit de familie springspinnen (Salticidae).

## Soorten
De volgende soorten zijn bij het geslacht ingedeeld:
- Peplometus biscutellatus (Simon, 1887)
- Peplometus chlorophthalmus Simon, 1900